# Stora Mellby
Stora Mellby  è una piccola area che si trova nel comune di Alingsås nella contea di Västra Götaland.